# Пекарский, Пётр Николаевич
Петр Никола́евич Пека́рский (1764, Уфа — 1853, Уфа) — русский государственный деятель, губернский предводитель дворянства Оренбургской губернии, коллежский советник.

## Биография
Происходил из уфимских дворян, выходцев из Польши. Родился в Уфе 6 (17) декабря 1764 года. Выучившись грамоте у одного немца, сосланного в Уфу, Пекарский вместе с своим младшим братом был записан в пехотный полк, стоявший тогда близ Уфы; в 1775 году он сопровождал в Петербург депутацию, посланную для принесения верно-подданнической благодарности императрице Екатерине II за милости, дарованные Оренбургскому краю с введением учреждений для управления губерниями; в последующее затем время Пекарский служил в полку, потом находился дежурным штаб-офицером при наместнике А. А. Пеутлинге, а в конце XVIII столетия был шефом и командиром Тептярского полка, который защищал Оренбургскую границу. 
Выйдя из военной службы, Пекарский служил предводителем дворянства Оренбургской губернии — сначала уездным, а потом губернским. Эта последняя его служба совпала со временем нашествия французов на Россию в 1812 году, когда огромные пожертвования дворянства и снаряжение ополчений требовали особенных трудов и заботливости от предводителей дворянства. За ревностные труды на этом поприще Пекарский удостоился награды орденами Св. Анны 2-й степени и Св. Владимира 4-й степени, а дворянство Оренбургское, признательное к его заслугам, поднесло ему благодарственный адрес. Проведя всю свою долголетнюю жизнь в Оренбургском крае, Пекарский подробно знал его историю, как очевидец и участник. Он был живой летописью многих замечательных для Оренбургского края событий.
Скончался в Уфе 10 (22) сентября 1853 года.

## Семья
Был женат на внучке А. А. Пеутлинга — Александре Петровне, у них родился сын Пекарский Пётр Петрович (1827-1872), исследователь русской литературы, историк, библиограф; академик Петербургской академии наук (1864). Действительный статский советник (1871) .